# INS Hanit (503)
La INS Hanit (traducido como Lanza) es una corbeta de la clase Sa'ar 5 de la marina de Israel, que fue construida por Northrop Grumman Ship Systems en 1994. El 14 de julio de 2006, sufrió daños, tras ser atacada por Hezbolá, aparentemente con un misil antibuque C-802.

## Historial

### Ataque del 14 de julio de 2006
Durante la Guerra de Líbano el 14 de julio de 2006, mientras el buque navegaba frente a la costa libanesa, fue dañado sobre la línea de flotación y por debajo de la superestructura por un misil similar al diseño chino C-802) disparado por Hezbolá. Según los informes, provocó un incendio en la cubierta de vuelo, y dañó los sistemas de propulsión dentro del casco. Aunque la INS Hanit permaneció a flote, tuvo que retirarse de la línea de fuego, y pasar el resto de la jornada de regreso al puerto de Ashdod para realizar reparaciones. Cuatro miembros de la tripulación, perdieron la vida durante el ataque.
Según la Marina de Israel, el sofisticado sistema de defensa contra misiles del buque, no estaba desplegado, aunque este sistema, si lo estaba durante las maniobras en tiempo de paz. Israel declare que el sistema no estaba desplegado, ya que había aeronaves israelíes en la zona. A consecuencia del incidente, los informes sugirieron que había informes de inteligencia que desvelaban la existencia de un misil tan sofisticado desplegado por Hezbolá dentro del Líbano. De hecho, el trabajo de investigación de los periodistas del Ha'aretz Amos Harel y Avi Issacharoff desvelaron que un oficial de inteligencia nombrado como Coronel K, había dado una conferencia el 21 de abril de 2003, prediciendo que Hezbolá, disponía de misiles tierra-superficie en su territorio. Posteriormente, en la mañana del viernes 14 de julio de 2006, uno de los jefes de la inteligencia naval, el teniente coronel Y llamó al jefe de la inteligencia naval, el Coronel Ram Rothberg, para decirle que "los buques presentes en el bloqueo naval a Hezbolá, deben tener en cuenta la posibilidad de que sean disparados sobre ellos misiles C-802". Sin embargo, esto no fue comunicado a los buques, por lo que no se desplazaron lejos de la costa ni activaron sus sistemas antimisil.
Como resultado del incidente, dos oficiales navales, dos oficiales junior y el comandante del buque, fueron formalmente reprendidos, y trasladados a puestos no de mando en tierra. Uno de los oficiales junior, había desconectado el radar central y partes del sistema de defensa sin notificarlo al comandante, ya que creía que el buque, no estaba bajo amenaza.
Las reparaciones duraron varios meses, y fue devuelto al servicio activo a finales de 2007.

### Captura del Klos C
El 5 de marzo de 2014, ejerció como buque de mando en la captura del Klos C, que transportaba misiles de fabricación iraní con destino a la franja de Gaza En la que también participó el barco lanzamisiles de clase Sa'ar 4.5 INS Hetz

## Informe de las IDF sobre el ataque de 2006
Un informe de las fuerzas armadas de Israel, reveló que la tripulación, no actuó suficientemente para anticiparse a la amenaza.
El informe, que fue presentado por Dan Halutz, decía, "a pesar de la carencia de información sobre la posibilidad de esta arma en manos de Hezbolá, había en el pasado información en manos de la marina de una posible asentamientos enemigos de misiles tierra-superficie." Además, se encontraron fallos en "la manera de entender la realidad operativa y su ejecución."
Israel, alegó que consejeros militares de la Guardia Revolucionaria Islámica de Irán, habían asistido en el despliegue y puesta a punto del lanzamisiles.